# Hirsz Oszerowicz
Hirsz Oszerowicz (ur. 25 czerwca 1908 w Poniewieżu, zm. 6 czerwca 1994 w Tel Awiwie) – poeta tworzący w jidysz.

## Życiorys
Hirsz Oszerowicz urodził się 25 czerwca 1908 w Poniewieżu. Z początkiem I wojny światowej jego rodzina została wygnana na teren Donbasu, lecz w 1921 roku powróciła do Poniewieża, gdzie Oszerowicz ukończył gimnazjum z hebrajskim jako językiem nauczania. Podczas studiów na wydziale prawa Uniwersytetu Witolda Wielkiego w Kownie współpracował z prasą, w tym z redakcją „Di jidisze sztime”. W 1934 roku – rok po ukończeniu studiów – ukazały się jego pierwsze utwory poetyckie. Jego pierwszy tomik poetycki Baginen ukazał się w 1941 roku, ale podczas wojny zaginęły wszystkie egzemplarze publikacji.
Wojnę spędził w Związku Radzieckim, po czym osiadł w Wilnie, gdzie przyjaźnił się m.in. z Rafaelem Chwolesem. Kierował sekcją żydowską przy litewskim związku pisarzy. W 1947 roku opublikował zbiór wierszy Fun klem arojs (Wyrwawszy się z ucisku), który został zaatakowany na łamach „Der Sztern” za „burżuazyjny nacjonalizm”. Dwa lata później Oszerowicz został skazany na 10 lat łagru za rzekomą antyradziecką działalność syjonistyczną. Zwolniono go w 1956 roku.
Po powrocie do Wilna powrócił do pracy twórczej. Choć został jednym z najbardziej rozpoznawalnych sowieckich pisarzy tworzących w jidysz, jego twórczość ukazywała się głównie w tłumaczeniach na język litewski i rosyjski. Jego utwory na litewski przetłumaczyli m.in. Eduardas Mieželaitis, Justinas Marcinkevičius czy Algimantas Baltakis, zaś na rosyjski Arsienij Tarkowski. Dopiero w 1969 roku ukazał się w jidysz zbiór Zunengang (Droga słońca).
W 1971 roku wyjechał do Izraela, gdzie jego twórczość została doceniona; wkrótce został wyróżniony nagrodą im. Jaakowa Fichmana, później otrzymał również nagrodę im. Icyka Mangera, a także szereg innych nagród. Jego wiersze ukazywały się w jidysz, jak i w tłumaczeniu na język hebrajski, choć w większości były to utwory napisane jeszcze przed opuszczeniem Wilna. Do utworów opublikowanych w tym okresie należy poemat Majn Poneweż (Mój Poniewież).
Oszerowicz zmarł 6 czerwca 1994 roku.

## Twórczość
W swej twórczości poetyckiej Oszerowicz poruszał kwestie etyczne i filozoficzne, często czerpiąc tematy z biblijnej tradycji i dziedzictwa zachodniego kanonu, które zestawiał ze zniszczeniami płynącymi z tragedii XX wieku. Pozostawił po sobie tak krótką poezję liryczną, jak i dłuższe, refleksyjne utwory. 